# Moviment carismàtic
El moviment carismàtic és un corrent espiritual cristià nascut l'any 1967 a la costa del Pacífic als Estats Units. El terme carismàtic descriu als cristians que creuen en les manifestacions de l'Esperit Sant, i en la vigència dels dons miraculosos espirituals, com el do de llengües, la sanitat física, la profecia i els miracles, que van ser comuns durant el temps dels apòstols. La paraula "carismàtic" prové del grec charis, que vol dir "gràcia" o "do", i és el terme utilitzat en la Bíblia per a fer referència a les experiències sobrenaturals (especialment en 1 Corintis 12-14). Tots els cristians carismàtics creuen que la presència de Déu pot ser experimentada de manera sobrenatural per tots els creients, sovint durant períodes de reflexió de la Bíblia o en temps d'adoració. De fet, els càntics de lloança i adoració a Déu són un element important de les reunions carismàtiques i de la seva devoció.
Usualment considerats pentecostals (ja que es van inspirar en la seva doctrina), els carismàtics difereixen dels pentecostals en tres aspectes principals:
- creuen, però no posen una forta èmfasi a l'experiència de la glossolalia (parlar en llengües).
- rebutgen les pràctiques tradicionals i que consideren "legalistes" de les esglésies pentecostals.
- sovint romanen dintre de les seves denominacions (com és el cas dels carismàtics catòlics).

El moviment carismàtic, però, també ha produït la creació de diverses esglésies independents trans-denominacionals. En aquestes no hi ha una litúrgia tradicional, sinó que expressen la seva devoció amb cançons i instruments musicals contemporanis.